# 長井健太郎
長井 健太郎（ながい けんたろう、1986年10月28日 - ）は、日本のピアニスト。
兵庫県川西市出身。4歳よりピアノを始める。中学卒業後、カナダの高校へ単身留学。2009年、ロンドンの王立音楽大学学士課程 BMus(hons)、修士課程 MMusのピアノ科に進み、2011年、首席で修了。在学中はIrene Hanson Awardの奨学金を受ける。2012年、同大学より国家演奏家資格を授与される。現在日本と香港に在住。
ソロ活動のほか、室内楽にも熱心で多くの音楽家と共演。2010年に英国で最も活躍した室内楽ピアニストに贈られるGeoffrey Parson Memorial Awardを受賞。
カナダﾞ・キャンモア市において、音楽による地域への貢献が評価され市長賞および市民栄誉賞を受賞。2008年より毎年川西市でリサイタルを開催。2011年3月より、ロンドンにおいて【東日本大震災チャリティーコンサートKIBOU】の企画など東日本復興への活動も積極的に行っている。現在ソロ、デュオ、室内楽で、ヨーロッパ、日本を中心に演奏活動を行っている。川西市音楽家協会会員。

## 師事
- ピアノ：浜鍜宏子、スザーン・ルーベルグ＝ゴードン（カナダ）、ゴードン・ファーガス＝トンプソン（英国）、ジョン・プレークリー（英国）、ジョセップ・コロム（スペイン）の各氏に師事。